# Feeeal旭川
Feeeal旭川（フィールあさひかわ）は、極東証券が北海道旭川市で運営している大型複合施設であり、平和通買物公園に面する。フィール（feeeal）は、feel（感じる）とreal（現実）を組み合わせた造語である。

## 概説
2009年7月20日に閉店した「丸井今井旭川店」跡地は暫く新たな買い手が見つからず、旭川市もこのままでは市の活性化の障害になるとして新たな買い手を探していたが、2010年11月に極東証券がこれを買収し、テナント誘致を進めてきた。その後、テナント誘致に目途がついたため2011年4月開業を目指すも東日本大震災の影響で二度の開業延期を経て2011年6月24日開業した。
開業当初は地下1階 - 地上5階部分、58店舗のみの開業だが、9月16日には全館オープンし、輸入ブランドショップ、キャラクター雑貨店、旭川家具、フードコートなどが新たに入り、テナント数が約70店舗になった。開業日には旭川出身のロックバンド安全地帯がミニライブを行った。

## フロア構成
地下1階は薬局・食品売り場だが、地上階はジュンク堂書店や雑貨店、ファッション店など約70店が混在している。7階に「まちなか市民プラザ」、6階の一部に「もりもりパーク」として、旭川市の施設が入っている。

## 主なテナント

### 現在入居しているテナント
- ジュンク堂書店
- MARUZEN（2011年7月22日 - 、文房具のみの取り扱い）
- Seria
- ABC-MART
- copia（地下食品売場）
- 島村楽器
- ベルシステム24（2011年9月5日 - ）
- H.I.S（2013年1月2日 - ）
- パティキュラ（レッグウェア販売）

旭川市の施設
- もりもりパーク（入場無料の乳幼児向け遊具施設 10:00 - 19:30 無休、2011年9月16日 - ）
- 旭川まちなかしごとプラザ（マルカツから移転、2022年11月1日 - ）
- 国際交流センター（10:00 - 19:30 無休、2011年9月5日 - ）
- シニア大学（10:00 - 19:30 日祝休、2011年9月16日 - ）
- 消費生活センター（8:45 - 17:15 土日祝休、2011年9月12日 - ）
- コンベンションビューロー（8:45 - 17:15 土日祝休、2011年9月12日 - ）
- 結婚相談所（10:00 - 16:00 土日祝休、2011年9月12日 - ）

### 撤退したテナント
- 東急ハンズトラックマーケット（2011年6月24日 - 2012年1月15日）[2]
- 玉光堂（2012年7月27日 - 2015年3月8日。同年3月27日オープンのイオンモール旭川駅前に移転[3]）
- マツヤデンキ（ - 2023年10月1日）

## 沿革

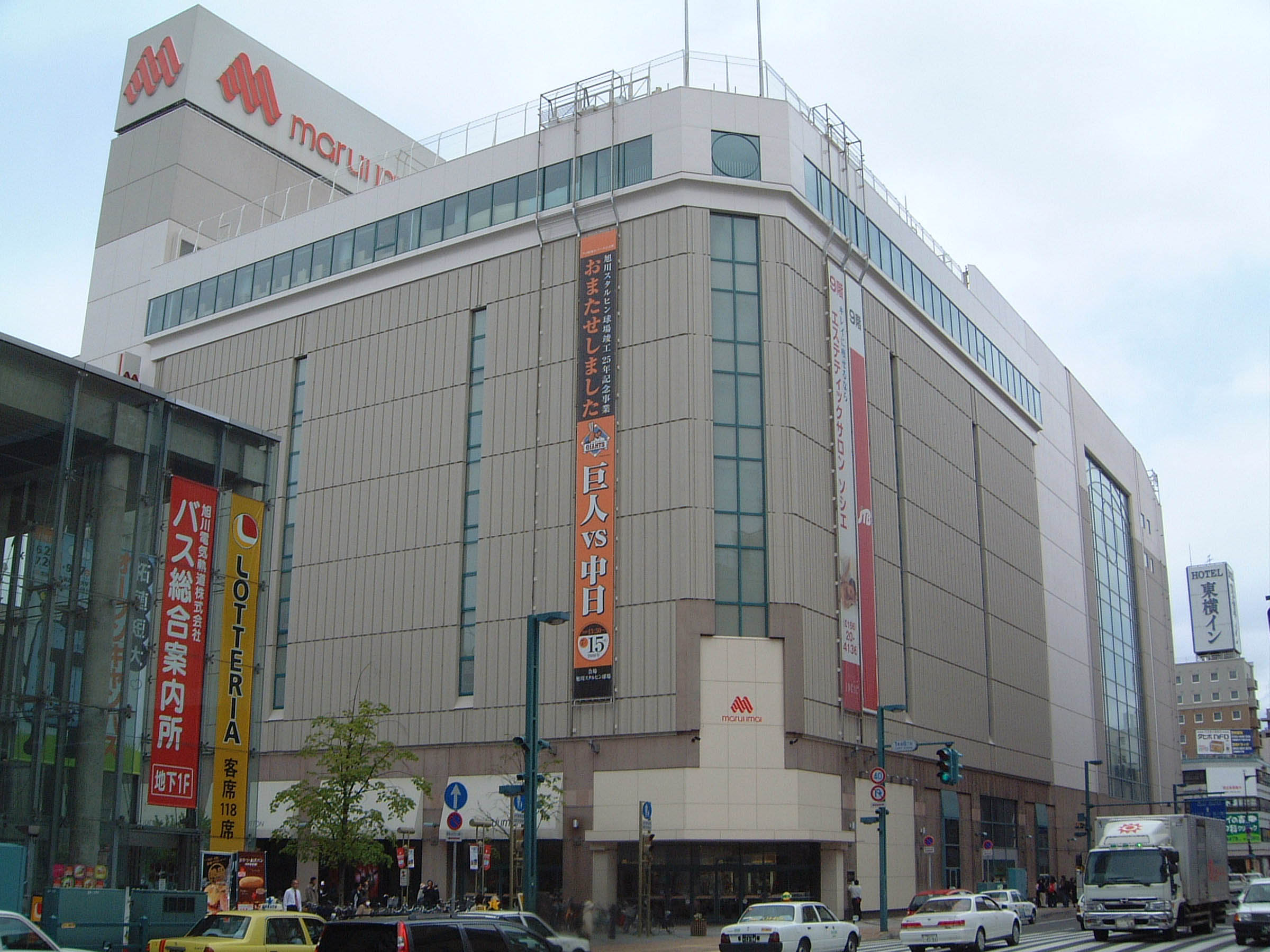
丸井今井時代の外観

- 2009年7月20日 - 丸井今井旭川店閉店。
- 2010年11月30日 - 極東証券が土地・建物を二億数千万円で買収。その後テナントを募集するとともに、7億円かけて改装。[4]
- 2011年
  - 6月24日 - 開業
  - 9月16日 - 全館オープン

## もりもりパーク
もりもりパークは、入場無料の乳幼児向け遊具施設
- 営業時間 : 10:00 - 19:30（入場は19:00まで）
- 休業日 : 1月1日のみ
- 初回に入会登録（無料）が必要。
- 託児所ではないので子供を預けることはできない。
- 旭川市の委託を受けた、幼児教室・小学生塾運営「株式会社こどもクラブ」が運営している。
- 2012年に東京のキッズデザイン協議会が主催する第6回キッズデザイン賞の「子供の産み育て支援デザイン地域・社会部門」受賞。